# Litzy Domínguez
Litzy Vanya Domínguez Balderas (Cidade do México, 27 de outubro de 1982), conhecida pelo seu nome artístico Litzy, é uma atriz e cantora mexicana.

## Biografia
Litzy Vanya Domínguez Balderas é uma cantora e atriz mexicana, nascida na Cidade do México em 27 de outubro de 1982. Sua trajetória no mundo do espetáculo começou no final de 1993, quando, por insistência de Paty Sirvent, sua amiga e colega de estudos, ela integrou o que meses depois seria o grupo "Jeans". Ambas se juntaram ao grupo junto com Angie e Tabatha Vizuet, estas duas últimas também amigas de Sirvent.

## Carreira musical
Ela fez parte da formação original do grupo juvenil chamado Jeans, com o qual gravou o primeiro álbum, intitulado simplesmente Jeans (1995). O disco alcançou grande sucesso, recebendo múltiplos reconhecimentos e conquistando vendas impressionantes no México e na América Latina. Entre os sucessos deste álbum destacam-se as faixas "Pepe", "Ponho-me Meus Jeans" e "Nova Geração", entre outras.
Como o seu pai não concordava com a forma como o grupo era gerenciado pelo pai dela, Alejandro Sirvent, Litzy deixou o grupo em novembro de 1995. Para seus seguidores, assim como para o restante das integrantes, essa foi uma notícia surpreendente, que ofuscou os sucessos alcançados pelo grupo juvenil. Litzy tornou-se a segunda ex-integrante do grupo (considerando Bianca Carrasco como a primeira, embora esta última nunca tenha assinado contrato com o grupo).
Um ano após deixar o grupo, Litzy lançou sua carreira solo e, em 1996, gravou seu primeiro álbum intitulado Transparente, sob a produção de Eduardo Posada. Esse trabalho marcou um divisor de águas em sua trajetória artística.
Apenas seis meses após seu lançamento oficial, este álbum alcançou vendas superiores a 200.000 unidades no México e na América Latina. Além disso, o single "Não Te Estranho" obteve grande destaque, competindo fortemente nos rankings musicais da Europa contra os principais expoentes do gênero conhecido como eurodance. Essa mesma faixa também integrou a trilha sonora do filme mexicano Sexo, Pudor e Lágrimas.
O sucesso foi complementado pelo lançamento do segundo single, "Quisesse Ser Maior", uma balada que aborda as dificuldades de se apaixonar por alguém mais velho em uma idade tão jovem. A canção é uma composição original de Raúl Ornelas e Luis Carlos Monroy, membros do famoso grupo Três de Copas.
Após o sucesso de Transparente, um ano depois grava o álbum Mais Transparente, no qual, assim como o álbum anterior, este converter-se num grande sucesso de vendas.
Do álbum, destacam-se as faixas "Não Há Palavras", "Eu Vivo Por Ti" e "Espejismo". No entanto, apenas a primeira teve alguma repercussão nas rádios, enquanto as demais passaram despercebidas.
Ela demorou bastante tempo para lançar outro álbum, mas em 2004 lançou sua terceira produção como solista, intitulada La Rosa. No entanto, o álbum não alcançou o sucesso esperado, possivelmente por pertencer ao gênero Grupero. Além disso, foi comercializado apenas nos Estados Unidos.
Quase 20 anos após sua saída do grupo, Litzy participou do álbum de reencontro de Jeans, Déjà Vu (2015), ao lado de Angie, Karla, Regina e Melissa. Nesse projeto, ela interpretou com as integrantes o primeiro grande sucesso do grupo, "Pepe", canção originalmente cantada por ela. Graças a esse reencontro, Litzy retornou aos palcos, acompanhando o grupo em alguns shows da turnê pela República Mexicana, incluindo três apresentações no Auditório Nacional, em comemoração aos 20 anos do grupo.
Atualmente, em 2017, Litzy participou da 90's Pop Tour, uma turnê que reúne diversos artistas do gênero pop dos anos 90 e início dos anos 2000. Durante essa turnê, Litzy interpreta alguns de seus sucessos como solista, além de cantar junto com suas ex-companheiras de Jeans e outros artistas presentes no palco.

## Carreira de atriz
Simultaneamente à sua bem-sucedida carreira como cantora, Litzy também se destacou na atuação. Sua primeira oportunidade surgiu em novembro de 1999, quando participou da telenovela juvenil DKDA: Sonhos de Juventude, produzida pela Televisa, conquistando uma das personagens mais populares da trama. No entanto, alguns meses depois, ela teve que abandonar as gravações devido a problemas de saúde, especificamente por conta de uma gripe, contraída durante uma viagem promocional de seu álbum à Espanha. Por isso, foi substituída por Andrea Torre.
Na telenovela Carita de anjo, realiza uma participação especial no último capítulo, cantando na primeira comunhão da personagem Doce María.
No início de 2001, a cantora fez parte da trilha corrente do filme Serafín. Os temas que cantou nesta trilha foram "Ángel Escondido" e "Mientras vivas". Cabe ressaltar que esta foi a versão em cinema da telenovela homônima.
Novamente, a jovem provou sua sorte na atuação, agora como protagonista da telenovela Daniela, produzida pela Telemundo. Nela, interpreta uma jovem que sonha em se tornar bailarina e, por circunstâncias fora de seu controle, emigra para um mundo repleto de contrariedades e desventuras. Nesta novela, compartilhou créditos com Osvaldo Benavides e Rodrigo da Rosa. A canção "Sobreviviré", que também faz parte da trilha sonora da telenovela, foi interpretada por ela.
A atriz também participou de teatro. Em setembro de 2003, entrou para substituir Lucero no papel principal da peça Regina, um Musical para uma Nação que Acorda, onde interpretou uma jovem com uma história muito especial.
Em abril de 2005, Litzy participou da telenovela Amarte Así, produzida pela Telemundo, interpretando "Margarita", uma humilde cantora de mariachi que, apesar das adversidades que quase a cegaram, não se deixa derrotar. Além disso, ela cantou o tema principal da telenovela, o que aumentou sua visibilidade no mercado latino dos Estados Unidos. A trama foi um sucesso mundial, conquistando fãs desde Marrocos até a Holanda e, novamente, no continente americano.
A atriz protagonizou Pecadora, uma telenovela produzida pela Venevisión. As gravações ocorreram em Miami, onde compartilhou o set com Eduardo Capetillo, Marjorie de Sousa, entre outros. A novela foi transmitida no México pelo Canal 3, na Colômbia pelo Caracol Televisión, nos Estados Unidos pela Univisión e no Equador.
Em 2010, Litzy protagonizou a telenovela Quer-me Tonto, na qual interpretou Julieta Dorelli, uma jovem que vive um divertido romance ao lado de Guillermo Romeo (Yahir). A telenovela, com toques de comédia, marcou seu retorno às telas mexicanas, acompanhada de um elenco internacional e sob a produção da TV Azteca.
Litzy protagoniza a telenovela Uma Maid em Manhattan, na qual interpreta Marisa Luján, uma mulher nascida em Michoacán, México, que se apaixona por um homem casado, mulherengo e, sobretudo, alcoólatra. Ele a engravida e, assim que descobre o ocorrido, a abandona. Lalo, seu filho, nasce com um intelecto superdotado e viveu seus dez primeiros anos ao lado de Marisa. Sua mãe decide se mudar para os Estados Unidos, onde se instala no bairro de Queens em busca de uma vida melhor para seu filho. Ela consegue um trabalho como "maid" em um hotel de Manhattan, mas o que ela não imaginava é que ali conheceria e se apaixonaria por uma figura importante dos Estados Unidos: o filho do senador Parker. Menos ainda pensou que esse amor seria correspondido.
A atriz coprotagoniza Señora Acero, onde interpreta Aracely Paniagua, uma mulher bonita, coquete, espontânea, divertida, sincera, apaixonada, generosa, de bons sentimentos e sem moral dupla. Ela é uma romântica incorrigível, completamente apaixonada e com a capacidade de se surpreender intacta. Acredita no príncipe encantado dos filmes e sonha com ele, mas até agora não o encontrou. De vez em quando, ela vai a lugares à procura. Ela é vizinha de Sara Aguilar em Guadalajara.
Aracely tem um vício em drogas, razão pela qual sua mãe prefere mantê-la afastada da casa onde vivem, para não dar mau exemplo ao irmão mais novo, Ramón. Filha da dona do antigo edifício onde Sara encontra um lugar para viver com Salvador, Aracely é a ovelha negra da família. Para sobreviver, ela trabalha como cabeleireira em uma pequena barbearia de bairro, onde leva Sara para trabalhar. Aracely é uma dessas mulheres que, por conta da vida e suas curvas, acabou sendo levada à prostituição para pagar suas dívidas com as drogas.
Ela se torna a melhor amiga e confidente de Sara, a quem ama e ajuda em tudo o que pode. A relação delas se torna tão forte, tão familiar e tão de irmãs, que, graças a esse laço, Aracely consegue se manter afastada do vício em drogas. Ela é irmã eleita pela vida, cúmplice, parceira, leal, sócia e amiga incondicional de Sara.

### Reality Shows
Em junho de 2004, Litzy se uniu aos catorze participantes do reality show Protagonistas da Fama VIP, produzido pela Telemundo. Ela foi colocada à prova mais uma vez durante o programa. Após 11 semanas extenuantes, Litzy foi escolhida pelo público como a grande vencedora.
Em 2007, a cantora voltou ao México para participar do concurso de televisão Disco de Ouro, transmitido pela TV Azteca e apresentado por José Luis Rodríguez "El Puma" e María Inés Guerra. Nesse programa, ela competiu com sua música ao lado de outros talentosos artistas, como Beatriz Adriana, Rosenda Bernal, Manoella Torres, Karina, Os Irmãos Carrión, Ángel López (ex-vocalista de Son by Four), Nicho Hinojosa, Amaury Gutiérrez, o grupo MDO, Claudio Bermúdez, Charlie Massó, entre outros intérpretes que buscavam reconquistar as paradas musicais e o público. A vencedora foi Beatriz Adriana, e Litzy chegou até os dois últimos concertos da final, com isso se despedindo musicalmente dos palcos.
Em 30 de outubro de 2022, Litzy fez uma aparição no programa Quem é a Máscara?, onde se apresentou como a personagem "Alfiletero", sendo eliminada na primeira rodada.

## Trajetória

### Filmografia
| Cinema               | Cinema                                | Cinema                                               | Cinema | Cinema |
| Ano                  | Título                                | Personagem                                           |        |        |
| -------------------- | ------------------------------------- | ---------------------------------------------------- | ------ | ------ |
| 2007                 | Subversión total                      |                                                      |        |        |
| 2009                 | Borderline                            | Ceci                                                 |        |        |
| Telenovelas e séries |                                       |                                                      |        |        |
| Ano                  | Título                                | Personagem                                           |        |        |
| 1999-2000            | DKDA, sueños de juventud              | Laura Martínez                                       |        |        |
| 2001                 | Carita de ángel                       | Ela misma                                            |        |        |
| 2002                 | Daniela                               | Daniela Gamboa de Lavalle / Daniela Vogue de Lavalle |        |        |
| 2005                 | Amarte así, Frijolito                 | Margarita Lizárraga                                  |        |        |
| 2009-2010            | Pecadora                              | Luz María Mendoza                                    |        |        |
| 2010                 | Quiéreme tonto                        | Julieta Dorelli                                      |        |        |
| 2011-2012            | Una Maid en Manhattan                 | Marisa Luján Villa / La Cenicienta de Queens         |        |        |
| 2014-2016            | Señora Acero                          | Aracely Paniagua González                            |        |        |
| 2017                 | Milagros de Navidad                   | Mónica Johnson                                       |        |        |
| 2018                 | Al otro lado del muro                 | Eliza Romero Rosales                                 |        |        |
| 2019                 | Decisiones: Unos ganan, otros pierden | Rocio Espinoza                                       |        |        |
| 2020-2021            | Manual para Galanes                   | Mariana                                              |        |        |
| 2021-2022            | ¿Quién mató a Sara?                   | Marifer                                              |        |        |
| 2023                 | Pacto de silencio                     | Sofía Estrada                                        |        |        |
| 2024                 | Mujeres asesinas                      | Hortencia                                            |        |        |
| 2024-2025            | La mujer de mi vida                   | Carmen Alonso                                        |        |        |
| Reality Shows        |                                       |                                                      |        |        |
| Ano                  | Título                                | Personagem                                           |        |        |
| 2022                 | ¿Quién es la máscara?                 | "Alfiletero"                                         |        |        |
| 2022                 | ¿Qué dicen los famosos?               | Participante                                         |        |        |
| 2024                 | MasterChef Celebrity                  | Participante                                         |        |        |

### Produções via Web
| Produções via Web | Produções via Web | Produções via Web | Produções via Web              | Produções via Web |
| Ano               | Título            | Personagem        | Episódio                       |                   |
| ----------------- | ----------------- | ----------------- | ------------------------------ | ----------------- |
| 2014              | Secreteando       | Ela mesma         | "Faz tempo que devi to contar" |                   |

### Discografía
| 1998 | Transparente                           | EMI México               |
| 1999 | Más Transparente                       | EMI México               |
| 2004 | La Rosa                                | BMG Music                |
| 2017 | 90's Pop Tour (Vários artistas)        | Sony Music               |
| 2018 | 90s Pop Tour Vol 2 (Vários artistas)   | Sony Music               |
| 2019 | 90's Pop Tour, Vol.3 (Vários artistas) | Sony Music               |
| 2020 | Vuelta en U (álbum ao vivo)            | Transparente Productions |

## Prêmios e nominaciones

### Prêmios TVyNovelas
| Ano  | Categoria               | Telenovela                        | Resultado |
| ---- | ----------------------- | --------------------------------- | --------- |
| 2000 | Melhor Debutante do ano | DKDA, Sonhos de magia e Juventude | Nominada  |

### Prêmios Tu Mundo
| Ano  | Categoria                     | Telenovela                             | Resultado       |
| ---- | ----------------------------- | -------------------------------------- | --------------- |
| 2012 | Protagonista Favorita         | Uma Maid em Manhattan                  | Nominada[5] [6] |
| 2012 | Melhor Casal (Eugenio Siller) | Uma Maid em Manhattan                  | Nominada        |
| 2012 | Melhor Canção de Telenovela   | (Amor sem Final) Uma Maid em Manhattan | Nominada        |
| 2015 | Melhor actriz de Partilha     | Senhora Aço                            | Nominada        |
| 2015 | Melhor Casal (Rodrigo Guirao) | Senhora Aço                            | Nominada        |

### Prêmios People em Espanhol
| Ano  | Categoria                     | Telenovela            | Resultado |
| ---- | ----------------------------- | --------------------- | --------- |
| 2012 | Melhor atriz                  | Uma Maid em Manhattan | Nominada  |
| 2012 | Melhor Casal (Eugenio Siller) | Uma Maid em Manhattan | Nominada  |